# Bydlin

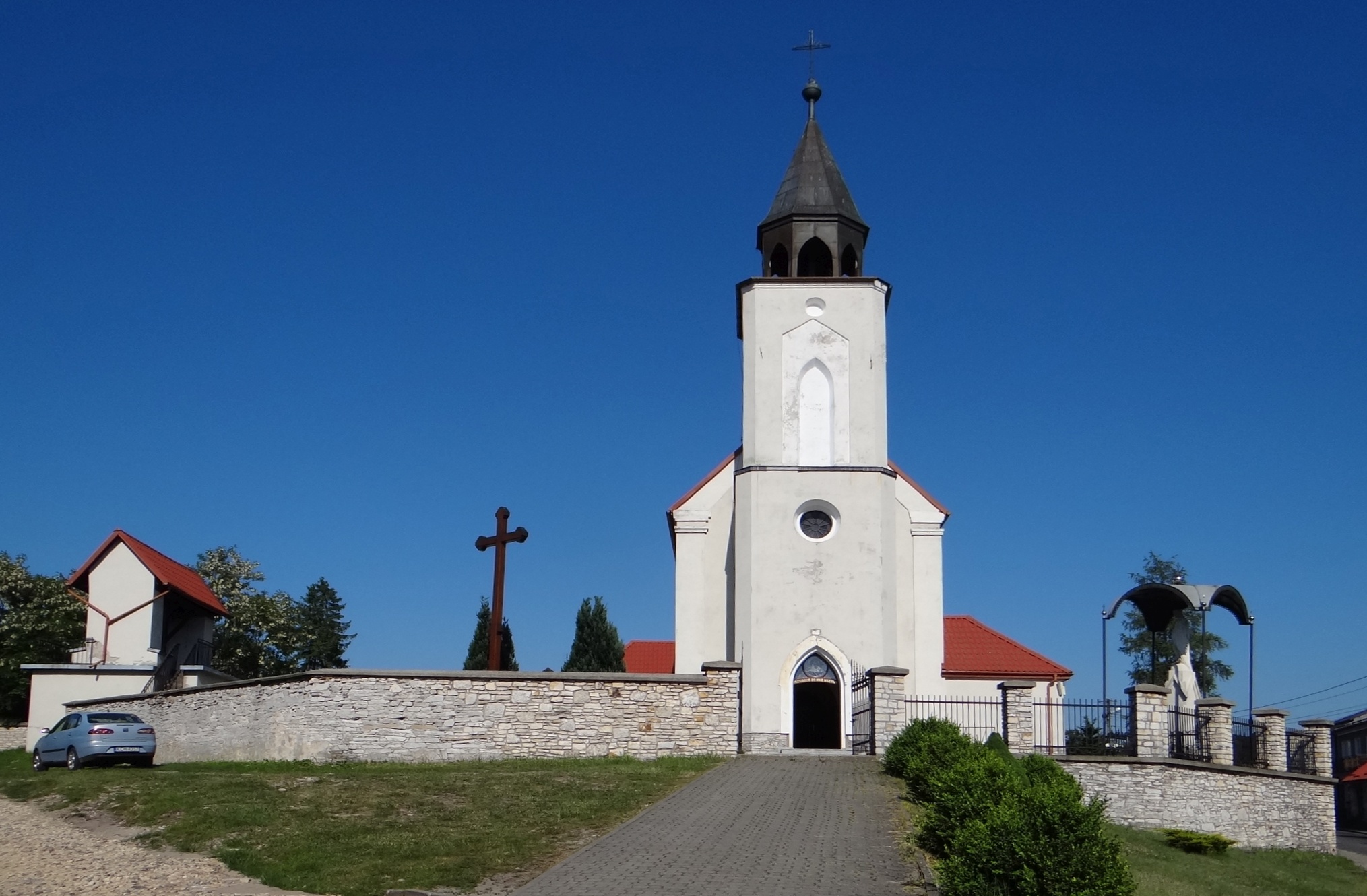
Kościół św. Małgorzaty w Bydlinie

Bydlin – wieś w Polsce, położona w województwie małopolskim, w powiecie olkuskim, w gminie Klucze.

## Historia
Bydlin uzyskał lokację miejską przed 1404 rokiem, zdegradowany po 1530 roku. W 1595 roku wieś położona w powiecie proszowskim województwa krakowskiego była własnością wojewody krakowskiego Mikołaja Firleja.
W latach 1954–1961 wieś należała i była siedzibą władz gromady Bydlin, po jej zniesieniu w gromadzie Jaroszowiec. W latach 1975–1998 miejscowość administracyjnie należała do województwa katowickiego.

## Integralne części wsi
| SIMC    | Nazwa      | Rodzaj    |
| ------- | ---------- | --------- |
| 0214824 | Kresy      | część wsi |
| 0214830 | Lidwinówka | część wsi |
| 0214847 | Tarnówka   | część wsi |
| 0214853 | Zawadka    | część wsi |
| 0214860 | Żabiniec   | część wsi |

## Historia
Pierwsza wzmianka o wsi pochodzi z 1120 roku. Wieś Bydlin była wzmiankowana w 1388 roku jako własność rycerza Niemierzy herbu Strzała (Nemerze de Bidlin), ówczesnego dziedzica okolicznych terenów. W dokumentach od 1404 roku Bydlin wymieniany był jako miasto aż do roku 1530, kiedy to w nieznanych okolicznościach utracił prawa miejskie. Pod koniec XIX na stokach góry zamkowej istniała kopalnia galeny.
Istnienie w Bydlinie zamku (castrum), należącego zapewne do wspomnianego Niemierzy herbu Strzała, poświadczone jest źródłowo od 1400 roku. Budowla ta w swej najstarszej fazie miała postać wysokiego domu (miał przynajmniej trzy kondygnacje naziemne) na rzucie czworoboku o wymiarach 11,40 × 24 m i grubości ścian 2,30 m, z przyporami w narożach oraz w północno-zachodniej elewacji. Całość otoczona była wałami, wkrótce zastąpionymi przez mur obwodowy z budynkiem bramnym. Zamek został w późniejszym czasie przebudowany przez Bonerów na kościół katolicki. W roku 1570-1571 Jan Firlej zamienił go na zbór braci polskich, natomiast jego syn Mikołaj w 1594 roku przywrócił mu charakter świątyni katolickiej i nadał mu wezwanie Świętego Krzyża. W 1655 roku kościół został spalony przez Szwedów. Odbudowany 80 lat później, w XVIII wieku był wielokrotnie dewastowany i grabiony przez wojska przyszłych zaborców; pod koniec tego stulecia został ostatecznie opuszczony.

## Zabytki
Obiekty wpisane do rejestru zabytków nieruchomych województwa małopolskiego.
- Kaplica cmentarna z 2 połowy XIX wieku na XVIII-wiecznym cmentarzu parafialnym, zbudowana z kamienia pochodzącego z murów zamku[10];
- ruiny zamku z końca XIV wieku;
- młyn wodny, obecnie elektryczny, ul. Olkuska 22, z 1884 roku.

### Inne zabytki
- Cmentarz z I wojny światowej na którym pochowano poległych w bitwie pod Krzywopłotami. Są to dwie kwatery na cmentarzu parafialnym. W jednej pochowano 46 legionistów polskich: poruczników Stanisława Paderewskiego i Eugeniusza Medyńskiego oraz 44 żołnierzy, w drugiej 78 żołnierzy z armii rosyjskiej i 206 żołnierzy z armii austro-węgierskiej[11]. Wśród tych drugich są Węgrzy, Czesi, Słowacy, a być może również Polacy z 13., 15., 31. i 32. pułków Piechoty Obrony Krajowej (Landwehry)[10]. Polegli tu legioniści spoczywają w zbiorowej mogile na bydlińskim cmentarzu pod siedmiometrowym kamiennym krzyżem. Na cmentarzu znajduje się także grób 5 żołnierzy Wojska Polskiego z 11. pułku piechoty (Armii „Kraków”), poległych pod Bydlinem w początkowym okresie II wojny światowej, 5 września 1939 r.[10]

Każdego roku 11 listopada odbywają się tu uroczystości z okazji Święta Niepodległości. Pozostałości linii polskich okopów z czasów I wojny światowej można jeszcze zobaczyć niedaleko szczytu wzgórza przy drodze do ruin, która zaczyna się po drugiej stronie szosy od bramy cmentarza.
Przez wieś przebiega Szlak Orlich Gniazd oraz Rowerowy Szlak Orlich Gniazd.

## Wspólnoty wyznaniowe
- Kościół rzymskokatolicki;
- Świadkowie Jehowy.